# Google Sites
Google Sites ist ein Webhosting-Dienst des US-amerikanischen Unternehmens Google. Es ist Teil der kostenlosen, webbasierten Google Docs Editors Suite, die noch Google Docs, Google Präsentationen, Google Tabellen, Google Zeichnungen, Google Formulare und Google Sites umfasst.
Registrierte Benutzer können dort öffentlich oder begrenzt zugängliche Websites erstellen. Der Dienst hat seit dem 26. Januar 2009 den Beta-Status verlassen. Google Sites ersetzt den Dienst Google Page Creator, mit dem Webseiten online erstellt werden konnten. In Google Sites ist auch eine Wiki-Funktionalität enthalten.

## Geschichte

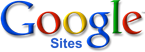
Ehemaliges Logo

Ursprünglich arbeitete das Unternehmen JotSpot an „Social Software“ speziell für kleinere und mittelgroße Unternehmen. Im Oktober 2006 wurde das Unternehmen von Google übernommen. Im Februar 2008 wurde Google Sites als neuer Dienst von Google vorgestellt. Die Software nutzt die JotSpot-Technologie. Seit März 2008 ist der Google-Dienst frei zugänglich.

## Funktionen
Den Anwendern stehen verschiedene vorgefertigte Seitentypen und -designs zur Auswahl. Einfache Seiten für Texte, Dateien, Listen und Foren sind möglich. Der Zugriff auf diese kann durch den Nutzer über Einladungen gesteuert werden, wodurch die geladenen Benutzer entweder zum Eigentümer der Webseite ernannt werden können, zu Mitarbeitern oder nur einen Lesezugriff erhalten. Zusätzlich kann entschieden werden, ob die Site öffentlich im Internet zu finden sein soll oder nur für bestimmte Personen.

## Restriktionen
Der kostenlos verfügbare Speicherplatz je Google Site war im klassischen Google Sites auf 100 MB begrenzt, „Google Apps Professional“-Nutzern standen 10 GB zur Verfügung.
Ein RSS-Feature, das über Änderungen an den Seiten informieren würde, existiert nicht. Benutzer können allerdings die Seiten abonnieren und werden dann mittels E-Mail über Änderungen an den Seiten informiert.